# Liste der Monuments historiques in Chaudrey
Die Liste der Monuments historiques in Chaudrey führt die Monuments historiques in der französischen Gemeinde Chaudrey auf.

## Liste der Objekte
| Bezeichnung    | Beschreibung                                                   | Standort                      | Kennzeichnung | Schutzstatus | Datum | Bild |
| -------------- | -------------------------------------------------------------- | ----------------------------- | ------------- | ------------ | ----- | ---- |
| Kirchenfenster | aus dem 16. Jahrhundert; ausgebaut und in der Mairie deponiert | in der Kirche St-Léger (Lage) | PM10000551    | Classé       | 1908  |      |